# 晏智杰
晏智杰（1939年12月16日—），男，汉族，祖籍江苏仪征，生于陕西西安，中国经济学家，曾任北京大学经济学院院长、教授、博士生导师。